# Key to My Soul
Key to My Soul è il terzo  album studio della cantante tedesca Sarah Connor, pubblicato da Epic il 17 novembre 2003.

## Tracce
1. Music Is the Key (feat. Naturally 7) – 4:37
2. Love Is Color Blind (feat. TQ) – 4:47
3. Just One Last Dance (feat. Natural) – 4:28
4. My Intuition – 3:53
5. Daddy's Eyes – 4:07
6. Whatcha Wearing? – 0:46
7. Hasta la vista! – 3:42
8. I'm Gonna Find You – 4:45
9. When Two Become One – 4:51
10. Are You Ready to Ride? – 3:34
11. For the Peolple – 3:19
12. I Want Some of That – 3:50
13. At the Station (Interlude) – 0:45
14. Every Moment of My Life – 4:16
15. Turn Off the Lights – 3:23